# شهرستان المتن
بخش المتن (به عربی: قضاء المتن) یک سکونتگاه مسکونی در لبنان است که در استان جبل لبنان واقع شده‌است.

## خصوصیات
بخش المتن ۲۶۵ کیلومترمربع مساحت و ۷۵۰٬۰۰۰ نفر جمعیت دارد.